# Condado de Storey
El condado de Storey (en inglés: Storey County) es un condado localizado en el estado estadounidense de Nevada. Según el censo de 2010, tiene una población de 4,010 habitantes.
La sede del condado es Virginia City.

## Geografía
Según la Oficina del Censo, el condado tiene un área total de 680 km², de la cual 2 km² es agua.

## Demografía
Según el censo en 2000, hubo 3,399 personas, 1,462 hogares, y 969 familias residiendo en el condado. La densidad poblacional era de 5 km² (1,9 mi²). En el 2000 había 1,596 unidades unifamiliares en una densidad de 2 km² (0,8 mi²). La demografía del condado era de 93.00% blancos, 0.29% afroamericanos, 1.44% amerindios, 1.00% asiáticos, 0.15% isleños del Pacífico, 1.68% de otras razas y 2.44% de dos o más razas. 5.12% de la población era de origen hispano o latino de cualquier raza.
La renta per cápita promedia del condado era de $45,490, y el ingreso promedio para una familia era de $57,095. En 2000 los hombres tenían un ingreso per cápita de $40,12 versus $26,417 para las mujeres. El ingreso per cápita para el condado era de $23,642 y el 2.50% de la población estaba bajo el umbral de pobreza nacional.

## Ciudades y pueblos
- Gold Hill
- Virginia City